# 밤의 방문객
밤의 방문객(Les Visiteurs Du Soir, The Devil's Envoys)은 프랑스에서 제작된 마르셀 까르네 감독의 1942년 드라마, 판타지, 멜로/로맨스 영화이다. 아를레티 등이 주연으로 출연하였다.

## 출연

### 주연
- 아를레티

### 조연
- 페르낭 르두
- 알레인 커니
- 피에르 라브리
- 장 디드
- 가브리엘 가브리오

## 제작진
- 미술: 조르쥬 왁헤비치